# Cantó de Lilla-Sud-Oest
El cantó de Lilla-Sud-Oest és una divisió administrativa francesa, situada al departament del Nord i la regió dels Alts de França.

## Composició
El cantó de Lille-Sud-oest comprèn una fracció de la comuna de Lilla

## Història
| Date d'elecció                        | Identitat          | Partit |
| ------------------------------------- | ------------------ | ------ |
| 1979-1985                             | Gérard Thieffry    | PS     |
| 1985-1992                             | Bruno Chauvière    | RPR    |
| 1992-1998                             | Colette Codaccioni | RPR    |
| 1998-                                 | Patrick Kanner     | PS     |
| Les dades anteriors no són conegudes. |                    |        |
|                                       |                    |        |

## Demografia
| 1962 | 1968 | 1975 | 1982 | 1990 | 1999   | 2006   |
| ---- | ---- | ---- | ---- | ---- | ------ | ------ |
| -    |      |      |      |      | 42.135 | 43.718 |